# Ivano-Mîhailivka, Novomoskovsk
Ivano-Mîhailivka (în ucraineană Івано-Михайлівка) este un sat în comuna Novostepanivka din raionul Novomoskovsk, regiunea Dnipropetrovsk, Ucraina.

## Demografie
Componența lingvistică a localității Ivano-Mîhailivka
     Ucraineană (92,33%)
     Rusă (6,3%)
     Alte limbi (0,27%)
Conform recensământului din 2001, majoritatea populației localității Ivano-Mîhailivka era vorbitoare de ucraineană (92,33%), existând în minoritate și vorbitori de rusă (6,3%).